# بالادو
بالادو (به فرانسوی: Baladou) یک کمون (فرانسه) در فرانسه است که در لو واقع شده‌است. بالادو ۱۵٫۷۴ کیلومتر مربع مساحت دارد ۲۸۳ متر بالاتر از سطح دریا واقع شده‌است.